# MPB (mina)
MPB – polska przeciwburtowa mina przeciwpancerna.
Mina MPB jest ustawiana ręcznie. W wersji MPB-ZN eksplozję wywołuje zapalnik niekontaktowy aktywowany przez czujnik akustyczny, w wersji MBP-ZK zapalnik kontaktowy mechaniczno-elektryczny. Elementem rażącym pancerz jest pocisk formowany wybuchowo. Mina niszczy również pojazdy chronione pancerzem reaktywnym. Po upływie 1, 10, lub 30 dób (zależnie od ustawienia) mina ulega samolikwidacji.
Możliwe jest odpalenie miny zdalnie, z odległości do 300 metrów. Mina ma możliwość ustawienia na nieusuwalność. 